# Giuseppe Benagiano
Giuseppe Benagiano (Roma, 15 ottobre 1937) è un ginecologo italiano.

## Biografia
Laureato in Medicina e Chirurgia presso l'Università degli Studi di Roma "La Sapienza" (1961), dopo un periodo di formazione all'Istituto Karolinska di Stoccolma, nel 1975 venne nominato professore incaricato di Endocrinologia Ginecologica presso l'Università di Chieti. Nel 1978 passò alla Sapienza di Roma dapprima come professore incaricato, e dal 1989 come professore ordinario, di Ginecologia ed Ostetricia. Nel 1981 divenne direttore del I Istituto di Ostetricia e Ginecologia della Sapienza.
La sua attività di ricerca si è svolta essenzialmente nel campo della riproduzione umana. Autore di numerosi libri e oltre 450 pubblicazioni scientifiche in prevalenza su riviste internazionali. Dal 1993 al 1997 è stato direttore del Programma speciale di ricerca, sviluppo e formazione alla ricerca sulla Riproduzione Umana dall'Organizzazione Mondiale della Sanità. Dal 1996 al 2001 è stato presidente dell'Istituto Superiore di Sanità, il più prestigioso ente di ricerca italiano in campo biomedico; gli è succeduto Enrico Garaci.